# Anatis
Anatis is een geslacht van kevers uit de  familie van de lieveheersbeestjes (Coccinellinae).

## Soort
- Anatis ocellata  – Oogvleklieveheersbeestje